# Конституция на Италия
Сегашната Конституция на Италия (на италиански: Costituzione della Repubblica Italiana) е обявена на 27 декември 1947 година и влиза в сила на 1 януари 1948 година.

## Структура
Конституцията на Италия се състои от 139 члена, поделени на 12 раздела.